# Necropoli di Puttu Codinu
La necropoli di Puttu Codinu ("pozzo di roccia") è un sito archeologico situato nel comune di Villanova Monteleone, città metropolitana di Sassari, in prossimità della statale 292 che conduce a Monteleone Rocca Doria.
Nel sito è stata rinvenuta una necropoli con nove tombe ipogeiche (note come domus de janas), in una zona con rocce affioranti sul terreno circostante. Le tombe sono state ritrovate casualmente in occasione di recenti lavori di scavo. Si ritiene che si sia cominciato ad utilizzare il sito dal Neolitico recente (3500 a.C.).
Le più interessanti sono le tombe numero VIII e IX, per l'ampiezza e le soluzioni costruttive adottate. Nella tomba numero VIII è stato rinvenuto un idoletto di calcite e di fattezze femminili. Sono stati anche rinvenuti frammenti fittili e qualche punta di freccia.
Nelle tomba numero VI è stata rinvenuta una moneta punica in bronzo.
Nel 2025 il sito è stato inserito, assieme ad altre domus de janas presenti nell'isola, nella lista dei patrimoni dell'umanità dell'UNESCO.

## Galleria d'immagini

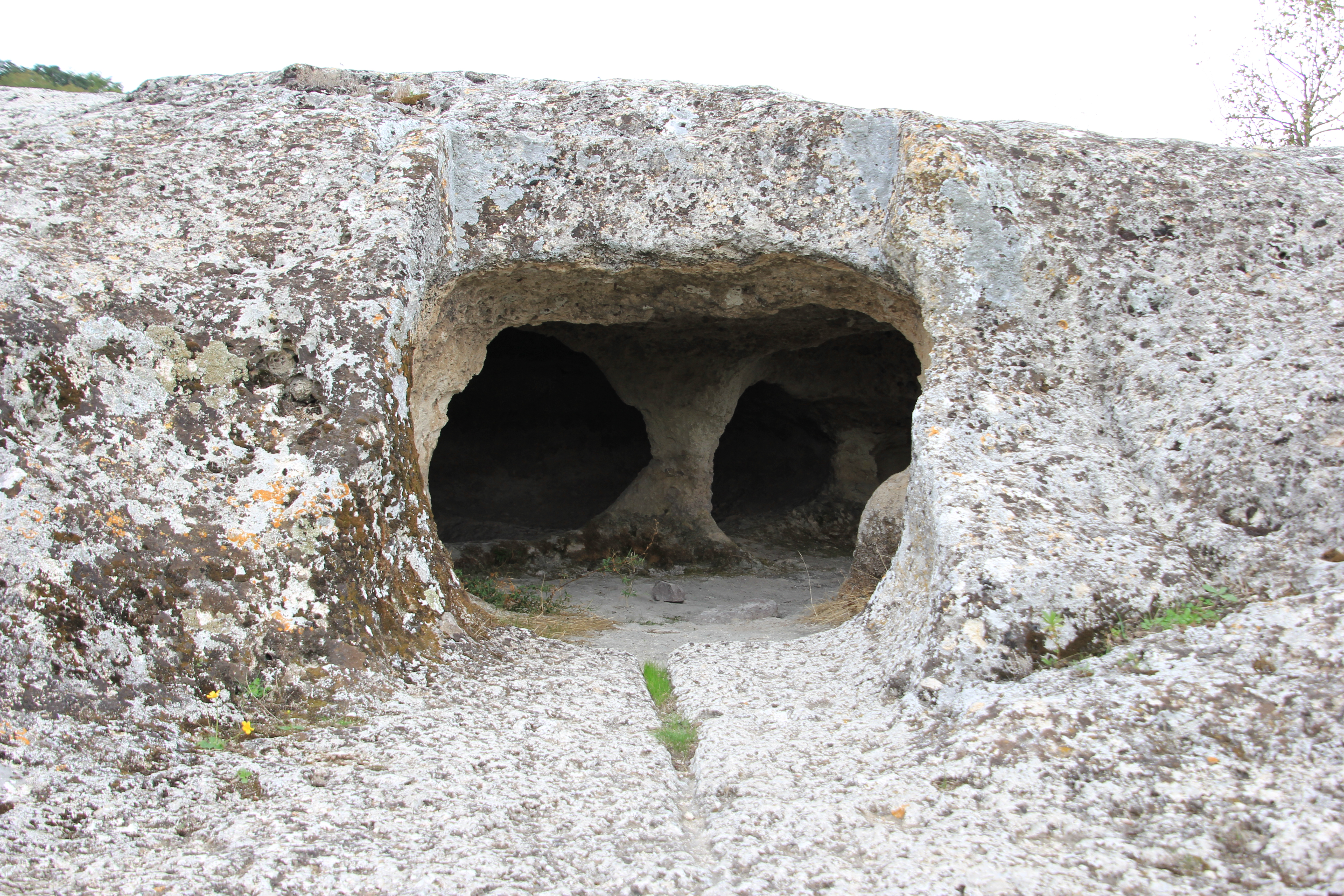
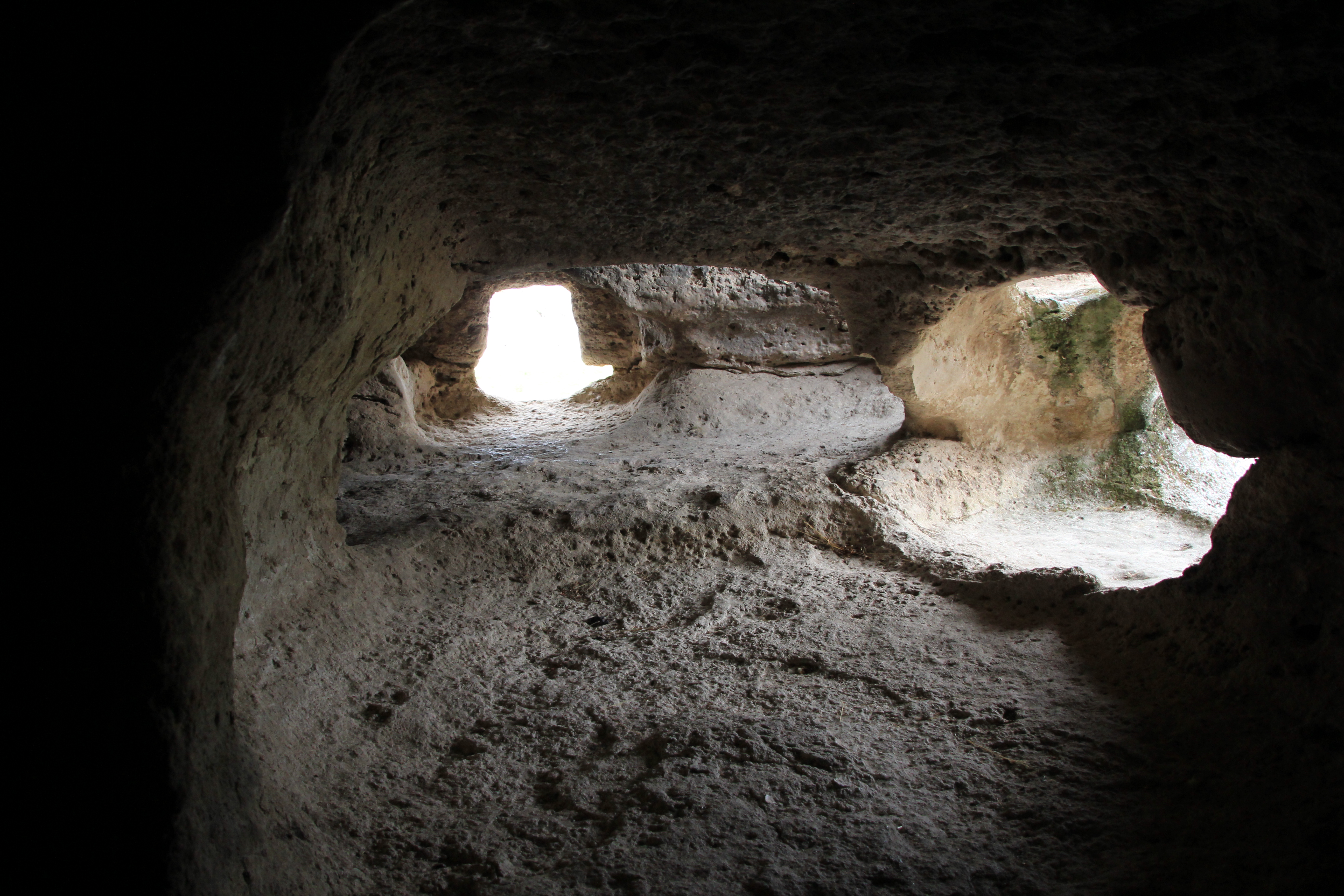
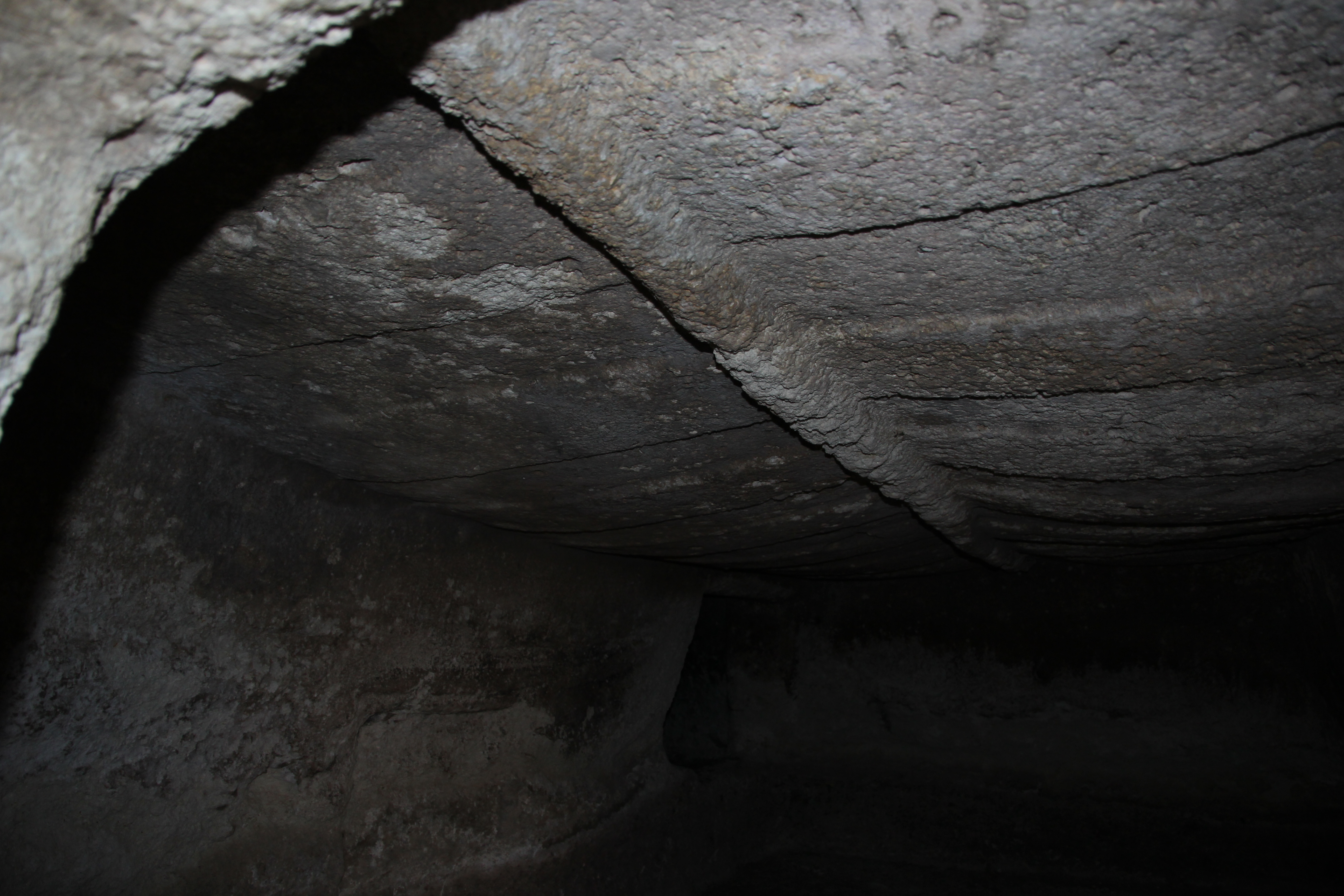
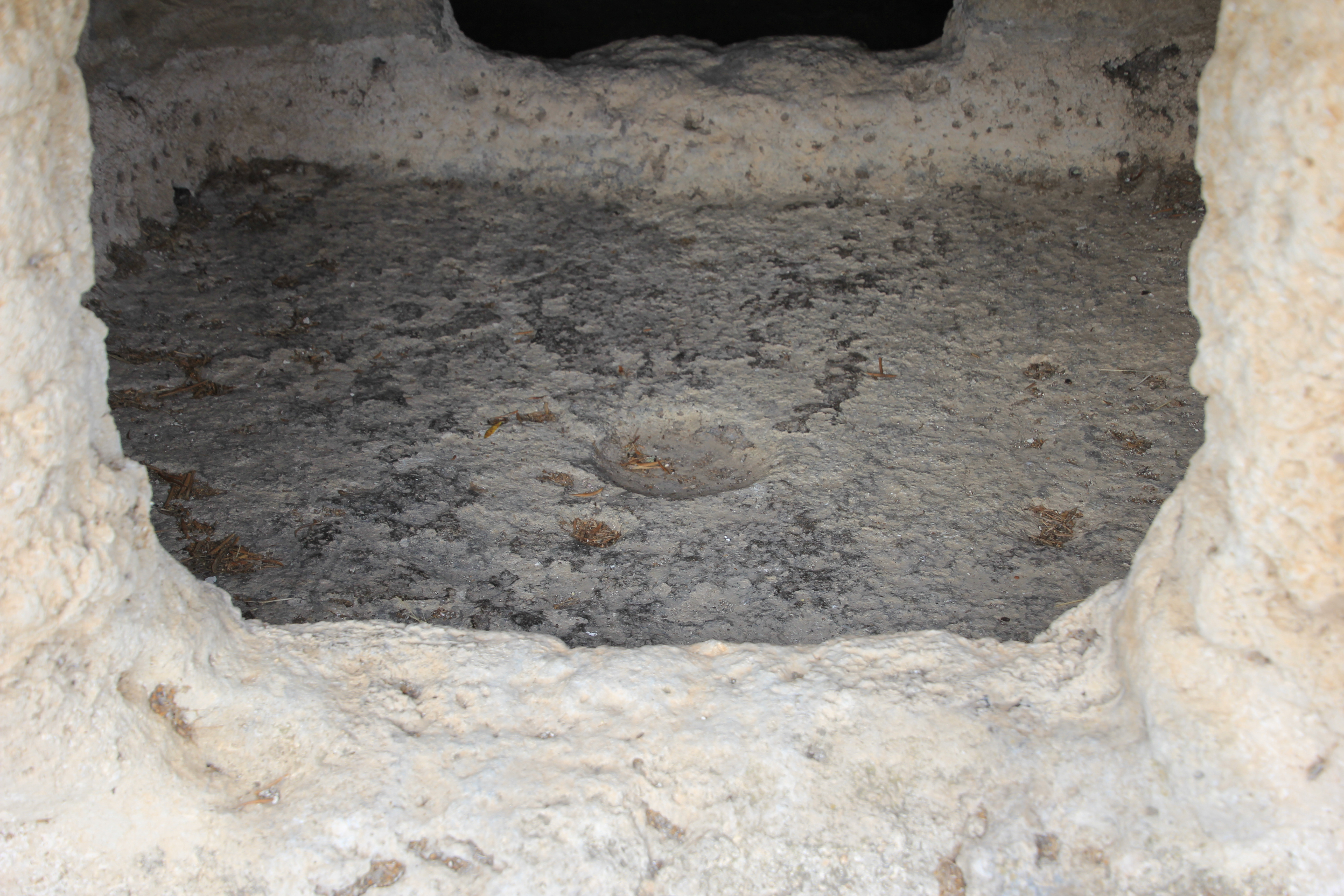